# 岡山県医師会
公益社団法人岡山県医師会（こうえきしゃだんほうじんおかやまけんいしかい、英称 Okayama Prefectural Medical Association）は、岡山県知事所管の岡山県の医師を会員とする公益法人。

## 本部所在地
- 岡山県岡山市中区古京町1-1-10-602　岡山衛生会館5階

## 郡市地区医師会
- 岡山市医師会
- 倉敷医師会
- 西大寺医師会
- 児島医師会
- 玉島医師会
- 玉野市医師会
- 笠岡医師会
- 井原医師会
- 吉備医師会
- 高梁医師会
- 新見医師会
- 御津医師会
- 赤磐医師会
- 和気医師会
- 邑久医師会
- 北児島医師会
- 都窪医師会
- 浅口医師会
- 津山市医師会
- 真庭市医師会
- 苫田郡医師会
- 勝田郡医師会
- 美作市医師会
- 久米郡医師会
- 岡山大学医師会